# 皮欢喜
皮欢喜（？—483年），渔阳郡（今天津市武清区西北）人，南北朝北魏军事人物。《魏书》为避北齐神武帝高欢的名讳，将其写作皮喜或皮懽喜。
他是皮豹子的第八子，作为名臣之子被魏文成帝提拔，担任侍御中散，后转任侍御长。延兴三年（473年），担任假平西将军、广川公，率领凉州枹罕、高平的各路军队，与上党王長孫觀等人一同攻打吐谷浑的拾寅。凯旋后，被任命为使持节、侍中、都督秦雍荆梁益五州诸军事、平西将军、开府、仇池镇将，使少数民族首领强奴子等人归降，并设置广业郡和固道郡让他们居住。后被召回都城平城，担任南部尚书，获封南康侯爵位，加授左将军称号。太和元年（477年），南朝宋的葭芦戍主杨文度派遣弟弟杨文弘夺回北魏占据的仇池，皮欢喜奉魏孝文帝之命率领四万士兵攻打杨文弘。皮欢喜的军队进入建安后，杨文弘放弃仇池城向南逃遁。皮欢喜进军至浊水，派遣平西将军杨灵珍攻打杨文度任命的仇池郡太守杨真，杨真战败逃走。皮欢喜率军推进至覆津，杨文度的部将强大黑驻守津道，皮欢喜让部下将士攀登断崖渡过河流，袭击并击破了强大黑。随后，皮欢喜攻打葭芦城，攻克该城后斩杀杨文度，并将其首级送往平城，此次战役共斩杀一千余人。他还奉孝文帝之命监督骆谷城的修筑工程。南天水郡百姓柳旃发动叛乱，皮欢喜率军将其平定。后来，他转任散骑常侍、安南将军、豫州刺史。在豫州任上，因沉迷饮酒而耽误政务，朝廷派使者对其施以杖刑。太和七年（483年）去世，谥号为恭公。其子皮承宗嗣爵。